# After the Gold Rush
After the Gold Rush je třetí sólové studiové album kanadského rockového hudebníka Neila Younga, vydané v roce 1970 u Reprise Records.
Je jedním ze čtveřice sólových alb, které vydávají jednotlivě pánové Crosby, Stills, Nash a Young ve stejné době, kdy jejich společné album Déjà Vu slavilo velký komerční úspěch. Gold Rush je převážně folkově a country laděné album, výjimkou je rocková píseň "Southern Man".
After the Gold Rush se vyšplhala na osmé místo žebříčku Billboard Top Pop Albums. Z alba byly použity dvě písně jako singly: "Only Love Can Break Your Heart" a "When You Dance I Can Really Love". První z nich se umístila na 33. místě a druhá na 93 místě v Billboard Hot 100.

## Nahrávání
K nahrávání alba ve studiích Sunset Sound v LA se Neil původně rozhodl použít kapelu Crazy Horse, se kterou byl právě uprostřed krátkého zimního turné v roce 1970. Zhoršující se zdraví kytaristy Crazy Horse Dannyho Whittena, způsobené užíváním heroinu, vedlo k přerušení nahrávání alba s Crazy Horse. Proto jsou Horse slyšet pouze v písních "I Believe In You," "Oh, Lonesome Me," "Birds" a "When You Dance I Can Really Love". Zbytek alba byl dotočen v provizorním sklepním studiu u Neila v domě v Topanga Canyon během jara. Nahrávek se účastnil baskytarista CSNY Greg Reeves, bubeník Crazy Horse Ralph Molina a mladý (teprve osmnáctiletý) hudební genius Nils Lofgren z kapely Grin, který seděl za piánem. Přední strana obalu zachycuje Neila Younga na chodníku před New York University School of Law jak míjí postarší dámu. Autorem fotografie je Joel Bernstein. Snímek byl údajně rozostřen, proto se rozhodli k jeho úpravě, tak jak je vidět na přebalu alba. Na původní fotografii kráčí Young společně se svým kamarádem a spoluhráčem z CSNY Grahamem Nashem, který byl z obrázku vystřižen.
Název alba a některé písně byly inspirovány scénářem k nerealizovanému filmu After the Gold Rush, jehož autorem byl Dean Stockwell-Herb Bermann. Young si údajně přečetl scénař, a zeptal se Stockwella, jestli by mohl k filmu udělat hudbu. Young později uvedl, že písně: "After the Gold Rush" a "Cripple Creek Ferry" byly složeny právě pro tento film. Film zůstal nedokončen a scénář se ztratil.

## Seznam skladeb
Všechny skladby napsal(i) Neil Young, pokud není uvedeno jinak. 
| Strana 1 | Strana 1                       | Strana 1 |
| Pořadí   | Název                          | Délka    |
| -------- | ------------------------------ | -------- |
| 1.       | Tell Me Why                    | 2:54     |
| 2.       | After the Gold Rush            | 3:45     |
| 3.       | Only Love Can Break Your Heart | 3:05     |
| 4.       | Southern Man                   | 5:31     |
| 5.       | Till the Morning Comes         | 1:17     |

| Strana 2 | Strana 2                         | Strana 2   | Strana 2 |
| Pořadí   | Název                            | Autor      | Délka    |
| -------- | -------------------------------- | ---------- | -------- |
| 1.       | Oh Lonesome Me                   | Don Gibson | 3:47     |
| 2.       | Don't Let It Bring You Down      |            | 2:56     |
| 3.       | Birds                            |            | 2:34     |
| 4.       | When You Dance I Can Really Love |            | 4:05     |
| 5.       | I Believe in You                 |            | 3:24     |
| 6.       | Cripple Creek Ferry              |            | 1:34     |

## Sestava
- Neil Young - kytara, piáno, harmonika, vibrafon, zpěv
- Danny Whitten - kytara, zpěv
- Nils Lofgren - piáno, kytara, zpěv
- Jack Nitzsche - piáno
- Billy Talbot - baskytara
- Greg Reeves - baskytara
- Ralph Molina - bicí, zpěv
- Stephen Stills - zpěv
- Bill Peterson - křídlovka